# Gynanisa uganda
Gynanisa uganda is een vlinder uit de familie nachtpauwogen (Saturniidae). De wetenschappelijke naam van de soort is voor het eerst geldig gepubliceerd in 2008 door Philippe Darge.

## Type
- holotype: "male. II.2005. leg. J.P. Lequeux. genitalia slide Basquin 2-09-08/5"
- instituut: Collectie Philippe Darge, Clénay, Frankrijk
- typelocatie: Uganda, Mont Napak, Moroto.